# 非洲猬属
非洲蝟屬（学名：Atelerix），哺乳綱、真盲缺目的一屬(原被分於食蟲目)，而與非洲蝟屬（西非刺蝟）同科的動物尚有蝟屬（刺蝟）、大耳蝟屬（大耳蝟）等之數種哺乳動物。

## 下属物种
本属包括以下物种：
- 四趾刺猬 Atelerix albiventris (Wagner, 1841)
- 北非刺猬 Atelerix algirus (Lereboullet, 1842)
- 南非刺猬 Atelerix frontalis (A.Smith, 1831)
- 索马里刺猬 Atelerix sclateri Anderson, 1895
- 王氏林猬 Mesechinus wangi ，以中科院昆明动物研究所王应祥研究员的名字命名[2]